# Dziura nad Szlakiem
Dziura nad Szlakiem – jaskinia, a właściwie schronisko, w Dolinie Miętusiej w Tatrach Zachodnich. Wejście do niej znajduje się nad Kobylarzowym Zachodem, w zboczu Kobylarzowej Turni, nad szlakiem turystycznym prowadzącym na szczyt Małołączniaka, na wysokości 1593 m n.p.m. Długość jaskini wynosi 11 metrów, a jej deniwelacja 6 metrów.

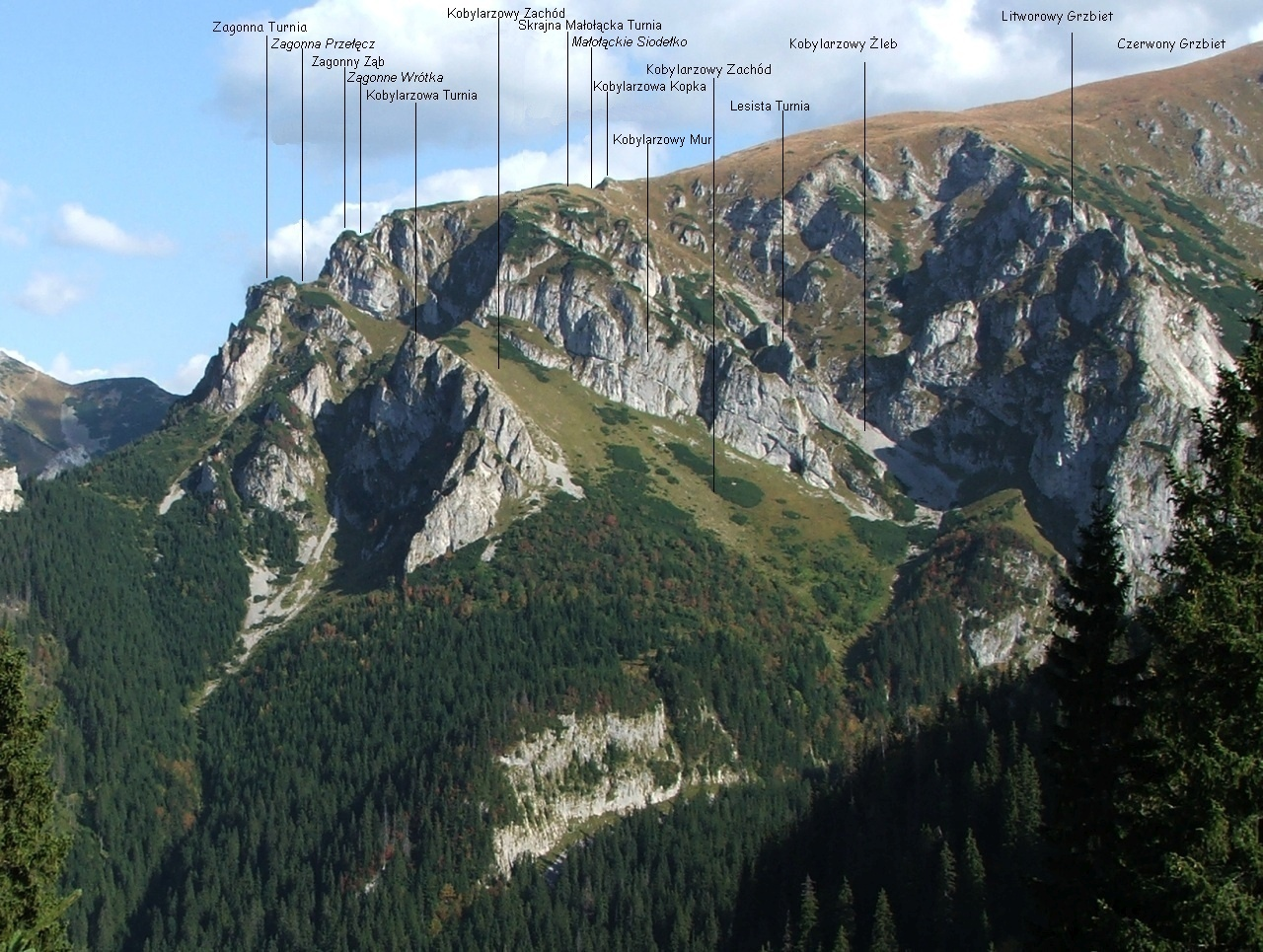
Kobylarzowy Zachód i Kobylarzowa Turnia

## Opis jaskini
Jaskinię stanowi obszerna sala, do której prowadzi duży otwór wejściowy. Na wysokości 3 metrów odchodzi z niej do góry krótki, szczelinowy korytarzyk.

## Przyroda
W jaskini brak jest nacieków. Ściany są wilgotne, rosną na nich mchy i glony.

## Historia odkryć
Jaskinia została odkryta oraz opisana przez I. Luty i K. Wardakowskiego ze Speleoklubu Warszawskiego w lipcu 1986 roku.